# Lee Young-ah
Dans ce nom coréen, le nom de famille, Lee, précède le nom personnel.
Lee Young-ah, (en coréen : 이영아), née le 23 octobre 1984 est une actrice et mannequin sud-coréen. Elle est connue pour avoir interprété le rôle de Nguyen Jin-joo dans Golden Bride (2007) et le rôle de Yang Mi-sun dans King of Baking, Kim Takgu (2010).

## Carrière cinématographique
Lee Young-ah a commencé sa carrière d'actrice en décrochant des petits rôles dans les séries télévisées comme The Barefooted Youth et Wedding en 2005. Ensuite, elle a incarné le rôle de Kyung-sook adolescente, fille d'un tueur accusé du meurtre de sa belle-mère dans la série télévisée Golden Apple. Elle a remporté le prix de la meilleure nouvelle actrice aux Baeksang Arts Awards en 2008. 
Elle interprète le rôle de Nguyen Jin-joo, une traductrice vietnamo-coréenne qui s'est fiancée avec un coréen afin de retrouver son père en Corée pour que sa mère voit une dernière fois ce dernier avant qu'elle ne soit aveugle dans la série télévisée Golden Bride en 2007. La série l'a fera connaitre un succès au Vietnam et qu'elle a été invité avec Song Chang-eui à rencontrer des familles vietnamiennes à un événement parrainé par l'ambassade du Vietnam,. On la retrouve dans la comédie dramatique Two Faces of My Girlfriend réalisé par Lee Seok-hoon.
Elle prête en 2008 sa voix à la comédie Crazy Lee, agent secret coréen de Ryu Seung-wan. La même année, elle interprète le rôle de Bong Soon, une escroc qui est liée au passé de Gyeom dans la série Iljimae.
Elle joue en 2010 le rôle de Yang Mi-sun dans la série télévisée King of Baking, Kim Takgu aux côtés de Yoon Shi-yoon, Joo Won et Eugene. La série a été l'une des séries télévisées les plus regardées en Corée du Sud en 2010. Lee Young-ah a également chantée la chanson Love Is pour la bande-originale de la série.
De 2011 à 2012, il interprète le rôle de Yoo Jung-in, une procureure qui travaille avec son collègue, Min Tae-yeon dont ce dernier est en réalité un vampire dans la série télévisée Vampire Prosecutor. Le 25 septembre 2012, il devient le porte-parole de la Croix-Rouge nationale de la république de Corée avec ses collègues acteurs Yeon Jung-hoon, Lee Won-jong et Kim Joo-young pour la promotion des dons de sang.

## Filmographie

### Cinéma
- 2007 : Two Faces of My Girlfriend (두 얼굴의 여친) de Lee Seok-hoon : Fille glamour
- 2008 : A Ghost's Story (귀신 이야기) de Lim Jin-pyung : Seol-ah
- 2008 : Crazy Lee, agent secret coréen (다찌마와 리: 악인이여 지옥행 급행열차를 타라!) de Ryu Seung-wan
- 2011 : Pop et le nouveau monde (SeeFood) de Goh Aun Hoe : Julie
- 2012 : Natural Burials (수목장) de Park Kwang-chun :  Chung-ah
- 2015 : Snow in Sea Breeze (설해) de Kim Jeong-kwon : Sun-mi
- 2017 : Finding Angel (천사는 바이러스) de Kim Seong-jun : Chun-ji
- 2018 : Notebook from My Mother (엄마의 공책: 기억의 레시피) de Kim Sung-ho : Hae-won

### Télévision

#### Séries télévisées
- 2005 : Land (토지) : See Hong-ui
- 2005 : I Love You, My Enemy (사랑한다 웬수야) : Kim Mi-hyang
- 2005 : The Barefooted Youth (맨발의 청춘)
- 2005 : Wedding (웨딩)
- 2005 : Golden Apple (황금사과) : Kyung-sook jeune
- 2006 : Love Can't Wait (사랑은 아무도 못말려) : Seo Eun-min
- 2007 : Golden Bride (황금신부) : Nguyen Jin-joo
- 2008 : Iljimae (일지매) : Bong-soon
- 2009 : Empress Cheonchu (천추태후) : Gwangjong de Goryeo
- 2010 : King of Baking, Kim Takgu (제빵왕 김탁구) : Yang Mi-sun
- 2011 : Vampire Prosecutor (뱀파이어 검사) : Yoo Jung-in
- 2012 : The King's Dream (대왕의 꿈) : Reine Jindeok
- 2012 : Vampire Prosecutor 2 (뱀파이어 검사2) : Yoo Jung-in
- 2013 : Unemployed Romance (실업급여 로맨스) : Im Seung-Hee
- 2014 : Run, Jang-mi (달려라 장미) : Baek Jang-mi
- 2015 : Cheo Yong (귀신보는 형사, 처용) : Kim Yoo-ri (saison 2, épisode 1)
- 2018 : Love to the End (끝까지 사랑) : Han Ga-young
- 2019 : Le Retour du mal (빙의) : Stephanie (caméo)

#### Téléfilms
- 2012 : Natural Burials (수목장) de Park Kwang-chun : Chung-ah
- 2014 : Bo Mi's Room (보미의 방) de Kim Sang-hwi : Kong Un-joo

## Discographie

### Musique de séries télévisées
| Année | Titre                     | Titre original | Chansons |
| ----- | ------------------------- | -------------- | -------- |
| 2010  | King of Baking, Kim Takgu | 제빵왕 김탁구  | Love Is  |

## Clips musicaux
| Année | Titre               | Titre original | Artiste                  |
| ----- | ------------------- | -------------- | ------------------------ |
| 2006  | Black Glasses       | 까만안경       | ERU feat. Kim Hyun-joong |
| 2009  | Why Did You Call... | 왜 전화했어... | Shin Hye-sung            |

## Distinctions
Cette section récapitule les principales récompenses et nominations obtenues par Lee Young-ah. Pour une liste plus complète, se référer à l'Internet Movie Database.
| Année | Cérémonie                               | Pays                       | Résultat | Prix                                                   | Film/série télévisée             |
| ----- | --------------------------------------- | -------------------------- | -------- | ------------------------------------------------------ | -------------------------------- |
| 2006  | Dong-A TV Fashion-Beauty Awards         | Drapeau de la Corée du Sud | Remporté | Meilleure recrue de l'année                            |                                  |
| 2006  | 42e Baeksang Arts Awards                | Drapeau de la Corée du Sud | Proposé  | Meilleur espoir féminin à la télévision                | Golden Apple (2005)              |
| 2006  | MBC Drama Awards                        | Drapeau de la Corée du Sud | Remporté | Prix spécial pour les dramas                           | Love Can't Wait (2006)           |
| 2007  | SBS Drama Awards                        | Drapeau de la Corée du Sud | Remporté | Top 10 des stars                                       | Golden Bride (2007-2008)         |
| 2008  | SBS Drama Awards                        | Drapeau de la Corée du Sud | Proposé  | Prix d'excellence, Actrice dans un drama spécial       | Iljimae (2008)                   |
| 2008  | 35e Korean Broadcasting Awards          | Drapeau de la Corée du Sud | Remporté | Meilleur espoir féminin                                | Iljimae (2008)                   |
| 2009  | 45e Baeksang Arts Awards                | Drapeau de la Corée du Sud | Proposé  | L'actrice la plus populaire à la télévision            | Iljimae (2008)                   |
| 2010  | 18e Korean Culture Entertainment Awards | Drapeau de la Corée du Sud | Remporté | Prix d'excellence, Talent Division Women               | King of Baking, Kim Takgu (2010) |
| 2010  | KBS Drama Awards                        | Drapeau de la Corée du Sud | Remporté | Meilleur couple (partagé avec Yoon Shi-yoon)           | King of Baking, Kim Takgu (2010) |
| 2015  | SBS Drama Awards                        | Drapeau de la Corée du Sud | Proposé  | Prix de l'excellence, actrice dans un drama en série   | Run, Jang-mi (2014)              |
| 2018  | KBS Drama Awards                        | Drapeau de la Corée du Sud | Proposé  | Prix de l'excellence, actrice dans un drama journalier | Love to the End (2018)           |

- Pour King of Baking, Kim Takgu, elle a eu 0 propositions de récompenses et en a remporté 2.